# Tennie
Tennie là một xã trong tỉnh Sarthe ở tây bắc nước Pháp. Xã này nằm ở khu vực có độ cao từ 84-189 mét trên mực nước biển.
Xã này nằm ở tả ngạn sông Vègre, con sông chảy theo hướng tây nam qua thị trấn.